# Міжнародні Клуби Собаківництва
Міжнародна кінологічна федерація (Fédération Cynologique Internationale, FCI) заснована 1911 року Німеччиною, Австрією, Бельгією та Голландією. Штаб-квартира у Бельгії. Нині членами цієї організації є 80 країн світу, серед яких і Україна. Кожна держава має власні стандарти 335 офіційно визнаних FCI порід, які мають бути узгоджені з федерацією. Мета організації — заохочувати й поширювати розведення чистопородних собак, підтримувати обмін генофондами високопородних тварин між країнами.
Міжнародна громадська організація «Кінологія»
МГО «Кінологія», зареєстрована Міністерством Юстиції України 29.11.1999 року, у її склад входять Україна, Росія, Молдова, Латвія, Грузія, а також 52 відділення зі всієї України і створена на базі найстаршого в Україні Київського міського об'єднання кінології — КГОК . МОО «Кінологія» є повноправним членом Міжнародного Союзу кінологічних клубів(UCI).
Міжнародний Союз кінологічних клубів (UCI) — одна з найбільших і найвідоміших міжнародних організацій. Зареєстрований 23.10.1976 у BDR (Німеччина). У його склад входять ряд західноєвропейських країн, Канада, США, країни Північного Союзу, балтійські країни, ряд країн СНД. Усього більш 76 країн з 10.12.1985 р. UCI знаходиться під патронажем Ради Європи з правом використання його символіки.
Міжнародний Кінологічний Союз (МКС) — International Kennel Union (IKU) — Засновниками IKU є:
• Союз кінологічних організацій Росії (СКОР);
• Національні і міжнародні кінологічні Асоціації і Союзи Латвії, Казахстану, України, США та ін. країн Європи.
IKU поєднує найбільші кінологічні організації країн СНД, Європи та Америки.
IKU-МКС це:
• єдина форма родоводів (національних);
• єдиний міжнародний банк даних;
• єдина реєстрація експертів,
• єдині нормативні документи.
Комітети «МКС»
• племінний комітет;
• виставочний комітет;
• комітет зі стандартів;
• комітет із дресирування, спорту та іспитам;
• комітет підготовки та атестації фахівців кінологів;
• науково-методичний комітет;
• Видавничо-інформаційний комітет;
• Комітет зі зв'язків із громадськістю;
• Правовий (юридично) комітет;
• Національний комітет вітчизняних порід.
Ведеться активна робота з:
• пропаганди задач і діяльності «Міжнародного Кінологічного Союзу»,
• проведенню міжнародних і національних виставок собак.